# Ángel Lafita Castillo
Ángel Lafita Castillo (Saragossa, 7 d'agost de 1984) és un futbolista professional aragonès, que ocupa la posició de centrecampista, actualment a l'Al-Jazira SC Abu Dhabi.
És nebot de l'exfutbolista internacional Francisco Javier Pérez Villarroya, que va jugar al Deportivo de La Corunya i al Reial Madrid, entre d'altres. El seu pare i el seu germà també han estat futbolistes, però militant en equips aragonesos.

## Trajectòria
Format al planter del Reial Saragossa, hi destaca amb el filial B la temporada 04/05, que possibilita el seu debut amb el primer planter el 25 d'agost de 2005, davant l'Atlètic de Madrid. Es consolida la temporada 06/07, en la qual ajuda a la classificació del seu equip per a la Copa de la UEFA.
L'agost de 2007 és cedit al Deportivo de La Corunya, amb una opció de compra al final de la temporada. Esta clàusula és activada al final de la campanya 07/08, per 2 milions d'euros. A la temporada 08/09 comença amb problemes físics. Hi retorna als terrenys de joc a l'octubre, marcant tres gols en set partits.
Al mes de juliol de 2009, el Reial Saragossa, acabat de pujar a Primera, va pagar la suma requerida per recomprar el jugador. El Deportivo, però, no hi estava d'acord, al·legant que s'havia arribat a un acord major (3,5 milions d'euros). El migcampista comença la temporada amb el Deportivo, però al setembre, la Lliga de Futbol Professional reconeix la raó del conjunt aragonès.